# Kanadska ženska vaterpolska reprezentacija
Kanadska ženska vaterpolska reprezentacija predstavlja državu Kanadu u športu vaterpolu.

## Nastupi na velikim natjecanjima

### Olimpijske igre
- 2000.: 5. mjesto
- 2004.: 7. mjesto
- 2020.: 7. mjesto

### Svjetska prvenstva
- 1986.: 4. mjesto
- 1991.:  srebro
- 1994.: 5. mjesto
- 1998.: 6. mjesto
- 2001.:  bronca
- 2003.: 4. mjesto
- 2005.:  bronca
- 2007.: 6. mjesto
- 2009.:  srebro
- 2011.: 8. mjesto
- 2013.: 8. mjesto
- 2015.: 11. mjesto
- 2017.: 4. mjesto
- 2019.: 9. mjesto